# Barry van Galen
Bart ”Barry” van Galen (født 4. april 1970 i Haarlem, Holland) er en hollandsk tidligere fodboldspiller (midtbane), der spillede én kamp for Hollands landshold, en VM-kvalifikationskamp mod Andorra i oktober 2004.
På klubplan spillede van Galen hele sin karriere i hjemlandet, hvor han blandt andet tilbragte ni sæsoner hos AZ og tre år hos Roda.